# Ravenstonedale
Ravenstonedale – wieś w Anglii, w Kumbrii, w dystrykcie (unitary authority) Westmorland and Furness. Leży 61 km na południowy wschód od miasta Carlisle i 360 km na północny zachód od Londynu. W 2001 miejscowość liczyła 570 mieszkańców.